# Schiwko Wangelow Atanassow
Schiwko Wangelow Atanassow (bulgarisch Живко Вангелов Атанасов; * 7. Juli 1960 in Nowa Sagora) ist ein ehemaliger bulgarischer Ringer. Er gewann bei den Olympischen Spielen 1988 eine Silbermedaille und war außerdem je zweimal Welt- und Europameister im griechisch-römischen Stil, jeweils im Federgewicht.

## Werdegang
Schiwko Wangelow begann 1972 als Jugendlicher in Chaskowo mit dem Ringen. Er konzentrierte sich dabei auf den griechisch-römischen Stil. Während seines Wehrdienstes war er Mitglied des Sportclubs Trakija Plowdiw. Nach Ableistung desselben absolvierte er ein Sportstudium an der Nationalen Sport-Akademie „Wasil Lewski“ in Sofia und wurde Mitglied des Sportclubs Lewski-Spartak Sofia. Dort wurde er von keinem Geringeren als dem vielfachen Weltmeister Alexandar Tomow trainiert.
Seine internationale Ringerlaufbahn begann 1981 mit der Teilnahme an der Junioren-Weltmeisterschaft (Altersgruppe Espoirs) in Vancouver. Er belegte dort im Federgewicht hinter Anatoli Tainkin, Sowjetunion, und Bernd Gabriel, Deutschland, den 3. Platz. 1982 war er auch beim Großen Preis von Deutschland in Freiburg am Start und siegte dort vor Piotr Michalik, Polen, Anatoli Tainkin und Bernd Gabriel.
1983 wurde er erstmals bulgarischer Meister im Federgewicht. Im April dieses Jahres wurde er daraufhin bei der Europameisterschaft in Budapest eingesetzt und gewann dort im Federgewicht vor Constantin Uță, Rumänien, Alexander Litwinow, Sowjetunion, und Günter Reichelt, DDR, den Titel. Bei der Weltmeisterschaft dieses Jahres in Kiew gewann er hinter Hannu Lahtinen, Finnland, und Günter Reichelt eine Bronzemedaille.
Weniger gut lief es für ihn bei der Europameisterschaft 1984 in Jönköping, denn er belegte dort hinter Kamandar Madschidow, Sowjetunion, Günter Reichelt, Constantin Uță und Bogusław Klozik, Polen nur den 5. Platz. An den Olympischen Spielen 1984 in Los Angeles konnte er wegen des Boykotts dieser Spiele durch sie sozialistischen Staaten nicht teilnehmen. 1985 startete er nur bei der Weltmeisterschaft in Kolbotn/Norwegen. Dabei gelang es ihm erstmals Weltmeister zu werden. Er verwies dabei Bogusław Klozik, Gheorghe Savu, Rumänien und Árpád Sipos, Ungarn, auf die Plätze.
Auch 1986 war Schiwko Wangelow nur bei der Weltmeisterschaft am Start. In Budapest konnte er aber seinen Titel nicht verteidigen. Er gewann aber hinter Kamandar Madschidow und Bogusław Klozik eine Bronzemedaille. Zum erfolgreichsten Jahr in seiner Laufbahn wurde dann 1987. Er wurde zunächst in Tampere Europameister vor Wassili Woschni, Sowjetunion und Jenő Bódi, Ungarn und dann im August 1987 in Clermont-Ferrand auch wieder Weltmeister vor Kamandar Madschidow, Shigeki Nishiguchi, Japan und Bogusław Klozik.
1988 stand er dann bei den Olympischen Spielen in Seoul im Finale des Federgewichts seinem alten Rivalen Kamandar Madschidow gegenüber. Er verlor diesen Kampf aber nach Punkten und erhielt die Silbermedaille.
Danach beendete Schiwko Wangelow seine aktive Ringerlaufbahn. Seit der politischen Wende in Bulgarien in den 1990er Jahren ist er selbständiger Geschäftsmann und hatte zeitweise auch einige Ämter im bulgarischen Ringerverband inne.

## Internationale Erfolge
| Jahr | Platz  | Wettbewerb                               | Gewichtsklasse | Ergebnisse                                                                                                |
| 1981 | 3.     | Junioren-WM (Espoirs) in Vancouver       | Feder          | hinter Anatoli Tainkin, UdSSR und Bernd Gabriel, Deutschland                                              |
| 1982 | 1.     | Großer Preis von Deutschland in Freiburg | Feder          | vor Piotr Michalik, Polen, Anatoli Tainkin und Bernd Gabriel                                              |
| 1983 | 1.     | EM in Budapest                           | Feder          | vor Constantin Uță, Rumänien, Alexander Litwinow, UdSSR und Günter Reichelt, DDR                          |
| 1983 | 3.     | WM in Kiew                               | Feder          | hinter Hannu Lahtinen, Finnland und Günter Reichelt, vor Miroslaw Starek, CSSR und Ryszard Swierad, Polen |
| 1984 | 5.     | EM in Jönköping                          | Feder          | hinter Kamandar Madschidow, UdSSR, Günter Reichelt, Constantin Uță und Bogusław Klozik                    |
| 1985 | 1.     | WM in Kolbotn/Norwegen                   | Feder          | vor Bogusław Klozik, Gheorghe Savu, Rumänien und Arpad Sipos, Ungarn                                      |
| 1986 | 3.     | WM in Budapest                           | Feder          | hinter Kamandar Madschidow und Bogusław Klozik, vor Arpad Sipos                                           |
| 1987 | 2.     | Golden-Grand-Prix in Budapest            | Feder          | hinter Kamil Musajew, UdSSR, vor Hugo Dietsche, Schweiz und Jenő Bódi, Ungarn                             |
| 1987 | 1.     | EM in Tampere                            | Feder          | vor Wassili Woschni, UdSSR, Jenö Bodi und Thomals Hartle, Deutschland                                     |
| 1987 | 1.     | WM in Clermont-Ferrand                   | Feder          | vor Kamandar Madschidow, Shiegeki Nishiguchi, Japan und Bogusław Klozik                                   |
| 1987 | 1.     | Golden-Grand-Prix in Budapest            | Feder          | vor Hugo Dietsche, Kamandar Madschidow und Jenö Bodi                                                      |
| 1988 | Silber | OS in Seoul                              | Feder          | hinter Kamandar Madschidow, vor An Dae-hyun, Südkorea, Jenö Bodi und Peter Behl, Deutschland              |

Erläuterungen
- OS = Olympische Spiele, WM = Weltmeisterschaft, EM = Europameisterschaft
- alle Wettkämpfe im griechisch-römischen Stil
- Federgewicht, Gewichtsklasse bis 62 kg Körpergewicht